# Liste d'écrivains ghanéens
Cette liste présente les écrivains ghanéens répertoriés dans les dictionnaires et encyclopédies littéraires.
- Haut – A
- B
- C
- D
- E
- F
- G
- H
- I
- J
- K
- L
- M
- N
- O
- P
- Q
- R
- S
- T
- U
- V
- W
- X
- Y
- Z

## A

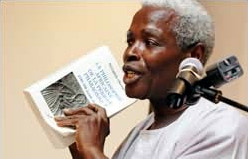
L'écrivain Ayi Kwei Armah avec un de ses livres.

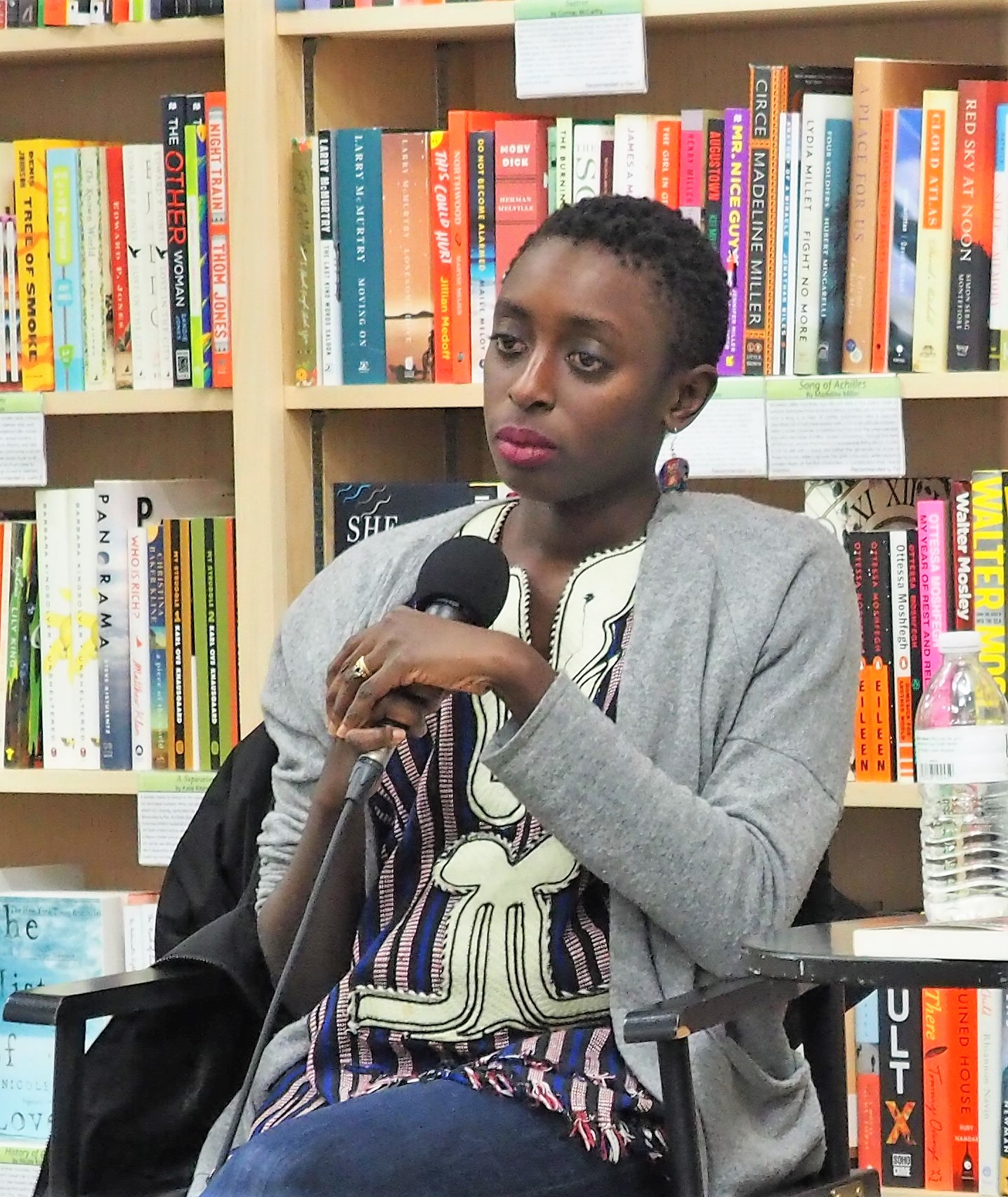
La romancière Ayesha Harruna Attah évoque largement l'histoire du Ghana dans ses romans.

- Joseph Wilfred Abruquah (1921–), romancier ;
- J.K.Knowlife (Adjei Kwesi Boateng) (1989–), romancier, poète et réalisateur ;
- Kobena Eyi Acquah (1952–), poète ;
- Jot Agyeman (1967-), journaliste ;
- Ama Ata Aidoo (1940–), dramaturge, poétesse, écrivaine de fiction et critique ;
- Akwasi Aidoo (1950–), poète ;
- Kofi Akpabli (1973–), journaliste, éditeur, et auteur de récits de voyages ;
- Kofi Aidoo (1950–), nouvelliste ;
- Mohammed Naseehu Ali (1971–), nouvelliste et documentariste ;
- Joseph Godson Amamoo (1931–), journaliste et écrivain ;
- Anton Wilhelm Amo (c.1703–c.1759), philosophe ;
- Kofi Anyidoho (1947–), poète et universitaire  ;
- Anthony Appiah (1954–), philosophe, romancier ;
- Daniel Appiah-Adjei (1963–), dramaturge, poète, romancier ;
- Ayi Kwei Armah (1939–), romancier, essayiste, poète ;
- T. Q. Armar (1915–2000), éditeur et écrivain ;
- Raphael Armattoe (1913–1953), poète ;
- Portia Arthur (1990–), écrivain et reporter ;
- Bediako Asare (1930–), journaliste et écrivain ;
- Meshack Asare (1945–), écrivain pour la jeunesse ;
- Yaw Asare (1953–2002), dramaturge ;
- Mary Asabea Ashun (1968–), romancier ;
- Akwasi Bretuo Assensoh (1946–), journaliste et historien ;
- Ayesha Harruna Attah (1983), romancière ;
- Nana Oforiatta Ayim (1980 ?), romancier et historien de l'art ;
- Kofi Awoonor (1935–2013), poète, romancier et critique ;
- Isaac Ayertey (1980 ?), auteur panafricaniste ;
- Kwadwo Agyapong Antwi (1980 ?), écrivain ;
- Koffi Amlado (1980 ?), romancier.

## B
- Yaba Badoe (1955–), romancière et réalisatrice ;
- Elizabeth-Irene Baitie (1970–), écrivaine de fiction pour jeunes adultes ;
- Kofi Batsa (1931–), homme politique et écrivain ;
- Sylvanus Bedzrah (1990 ?), romancier ;
- Mohammed Ben-Abdallah (1944–), dramaturge ;
- John Benibengor Blay (1915–), romancier, dramaturge et poète ;
- Yaw M. Boateng (1950–), romancier et dramaturge ;
- William Boyd (1952–), romancier ;
- Kwesi Brew (1928–), poète et diplomate ;
- Nana Brew-Hammond (1980 ?), journaliste, poétesse, dramaturge et scénariste ;
- Margaret Busby (1944-), éditrice et dramaturge ;
- Abena Busia (1953–), poétesse et universitaire ;
- Akosua Busia (1966–), actrice, romancière et scénariste ;
- Empi Baryeh (1980 ?), romancière.

## C

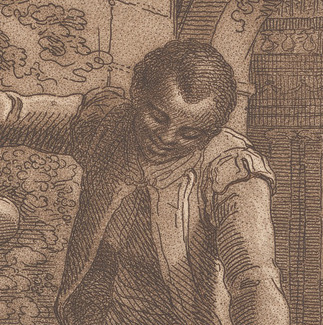
Quobna Ottobah Cugoano est un ancien esclave qui écrit son autobiographie et des œuvres anti-esclavagistes.

- Jacobus Capitein (1717–1747), ministre et écrivain sur l'esclavage ;
- Adelaide Smith Casely-Hayford (1868–1960), nouvelliste et éducatrice ;
- Gladys May Casely-Hayford (1901–1950), poétesse ;
- Gus Casely-Hayford, historien de la culture ;
- J. E. Casely-Hayford (1866–1930), homme politique et romancier ;
- Jojo Cobbinah (1948–), écrivain ;
- Rita Akoto Coker (1953–), romancier ;
- Quobna Ottobah Cugoano (1757?–1801?), esclave libéré et autobiographe.

## D

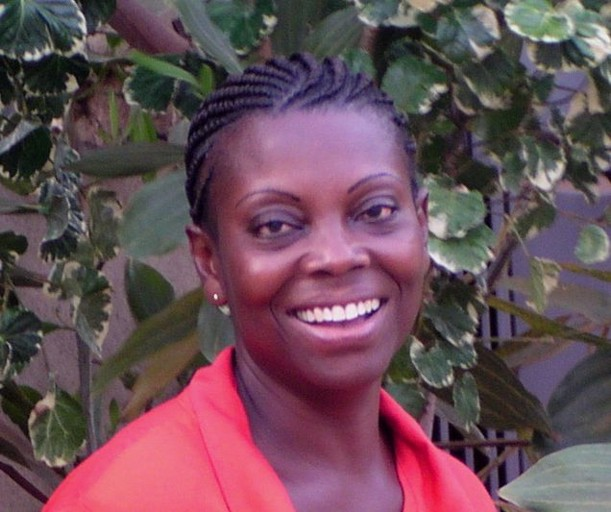
Les romans d'Amma Darko évoquent la vie quotidienne au Ghana.

- Osei Bonsu Dickson (1973–), auteur juridique ;
- J. B. Danquah (1895–1965), universitaire, juriste et homme politique ;
- Mabel Dove Danquah (1910–1984), nouvelliste et journaliste ;
- Meri Nana-Ama Danquah (1967–), éditrice, journaliste, mémorialiste ;
- Amma Darko (1956–), romancière ;
- Nana Awere Damoah (1975–), poète et essayiste ;
- Lawrence Darmani (1956–), romancier, poète, dramaturge ;
- Kwame Dawes (1962–), poète, critique ;
- Joe de Graft (1924–1978), dramaturge et poète ;
- Michael Dei-Anang (1909–1977), poète, dramaturge et romancier ;
- Amu Djoleto (1929–), romancier, poète et éducateur ;
- Komla Dumor (1972–2014), écrivain ;
- Cameron Duodu (1937–), journaliste, romancier et poète.

## E
- Eastwood Anaba (1961–), ministre du culte, écrivain.

## F
- Ferdinand Kwasi Fiawoo (1891–1969), dramaturge ;
- Shirley Frimpong-Manso (1977–), réalisatrice et scénariste ;
- Nana Fredua-Agyeman Jnr. (1980 ?), écrivain, poète et juriste.

## G
- Yaa Gyasi (1989– ), romancière ;
- Boakyewaa Glover (1979-), écrivaine.

## H
- Manu Herbstein (1936–), romancier ;
- Dag Heward-Mills (1963-), théologien ;
- Ben Hinson (1980 ?), romancier, poète, dramaturge, réalisateur, acteur et scénariste, Eteka : Rise of the Imamba ;
- Afua Hirsch (1981–), journaliste ;
- Israel Kafu Hoh (1912–), dramaturge et poète ;
- Naana Banyiwa Horne (1949–), poète, professeur et analyste littéraire.

## K
- Albert William Kayper-Mensah (1923–), poète ;
- Ellis Ayitey Komey (1927–), poète et nouvelliste ;
- Asare Konadu (1932–1994), romancier ;
- Kojo Gyinaye Kyei (1932–), poète ;
- Kwabena Brakopowers, (1986–), romancier, essayiste, journaliste.

## L

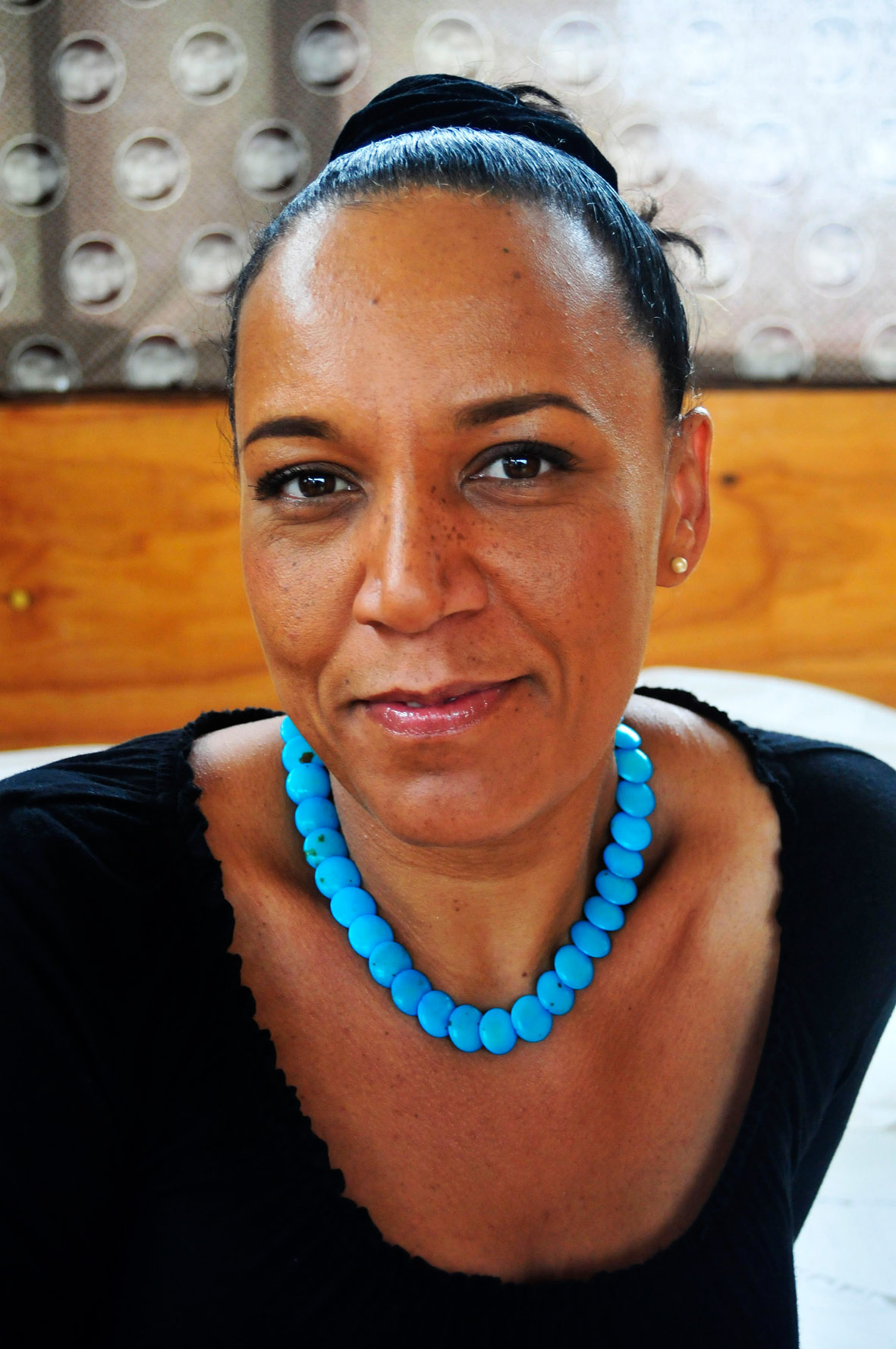
Lesley Lokko est plus connue comme romancière que comme architecte.

- B. Kojo Laing (1946–2017), romancier et poète ;
- Lesley Lokko (1964-), romancière et architecte.

## M
- Tawiah M'carthy (1980 ?), dramaturge ;
- John Dramani Mahama (1958–), homme politique et mémorialiste ;
- Bill Okyere Marshall (1936–), dramaturge et romancier ;
- Andrews Pardon Adu Martinson (1900–), nouvelliste ;
- John Atta Mills (1944–2012), homme politique et juriste universitaire ;
- Dayan Kodua (1980-), actrice, écrivaine.

## N
- J. H. Kwabena Nketia (1921–), ethnomusicologiste ;
- Gamal Nkrumah (1959–), journaliste et éditeur ;
- Kwame Nkrumah (1909–1972), homme politique et théoricien politique.

## O
- Henry Ofori (1950 ?–2013), journaliste ;
- Nana Oforiatta Ayim (1980 ?), historien de l'art, réalisateur ;
- (John) Atukwei Okai (1941–2018), poète ;
- Amankwa Andrew Opoku (1912–), poète, nouvelliste et éducateur ;
- Martin Owusu (1943–), dramaturge.

## P

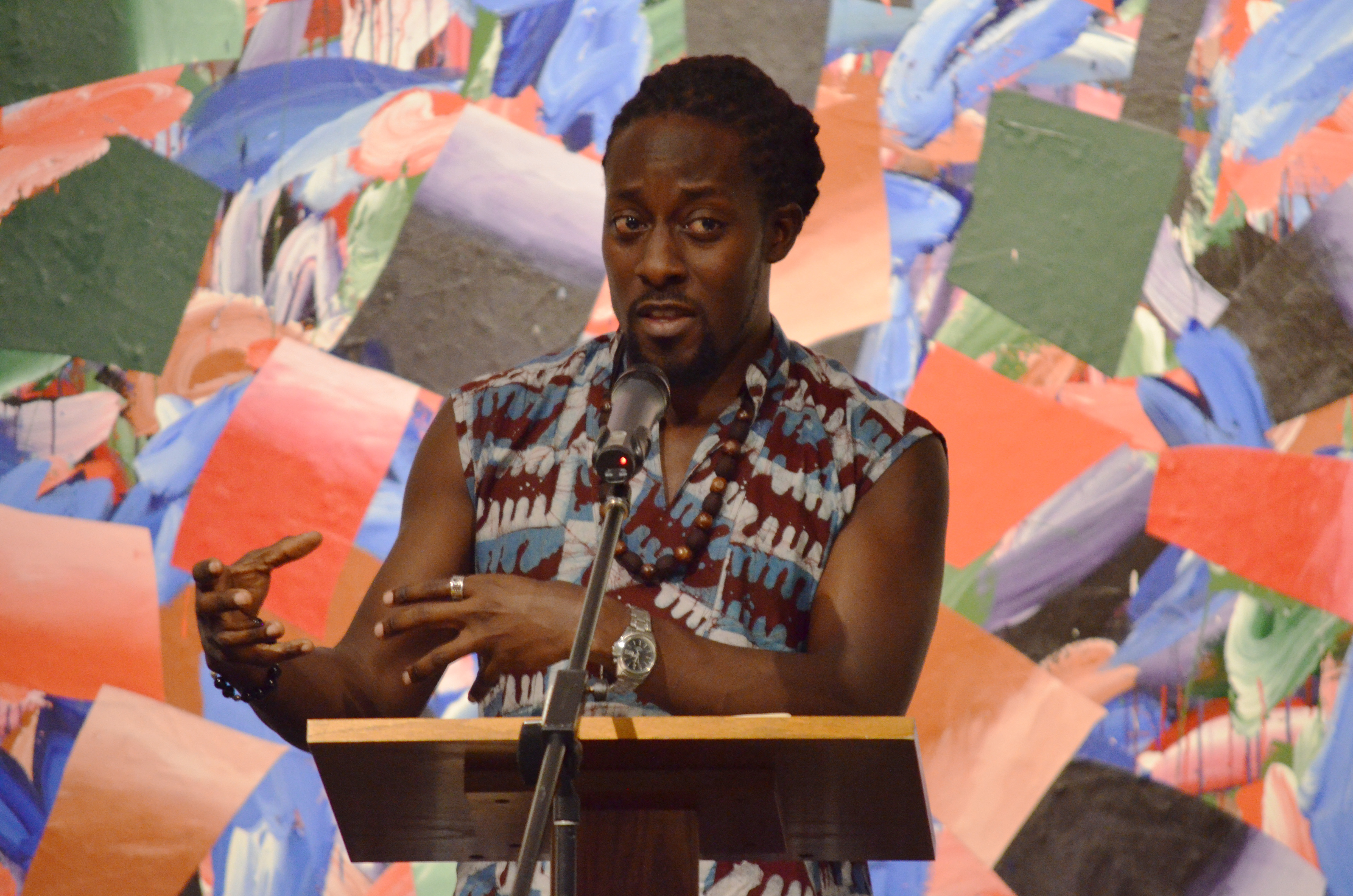
Le poète et romancier Nii Ayikwei Parkes pratique souvent le spoken word en public.

- Frank Kobina Parkes (1932–2005), poète ;
- Nii Ayikwei Parkes (1974–), poète, romancier ;
- Nana Prah (1970 ?), écrivain, romancière ;
- Portia Dery (1980 ?), écrivaine.

## Q
- Kwei Quartey (1960 ?), médecin et écrivain ;
- Ato Quayson (1961– ), universitaire et critique littéraire ;
- Kofi Quaye (1947-), journaliste, romancier.

## R
- Carl Christian Reindorf (1834–1917), pasteur et historien.

## S

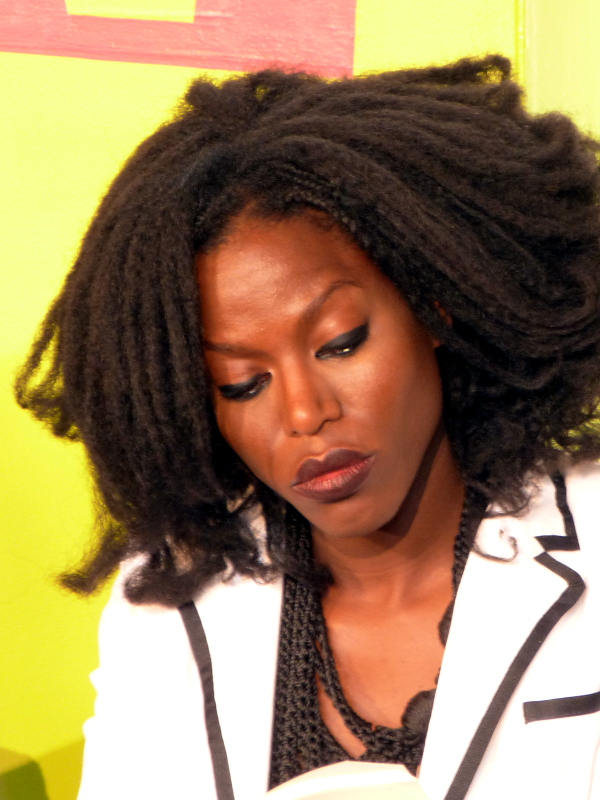
Le premier roman de Taiye Selasi est un des dix meilleurs livres de 2013 selon le Wall Street Journal et The Economist.

- John Mensah Sarbah (1864–1910), écrivain ;
- Kobina Sekyi (1892–1956), homme politique et écrivain ;
- Ato Sekyi-Otu (1941-), homme politique et philosophe ;
- Taiye Selasi (1979–), romancière ;
- Francis Selormey (1927–1988), romancier ;
- Efua Theodora Sutherland (1924–1996), dramaturge, poétesse, écrivaine pour la jeunesse ;
- Nana Achampong (1964–) romancier, poète et universitaire.

## T
- Nat Tanoh (1970 ?), romancier, The Day of the Orphan (2018)

## W
- Kwasi Wiredu (1931–), philosophe.

## Y
- Asiedu Yirenkyi (1946–), dramaturge ;
- Scofray Nana Yaw Yeboah (1980-), journaliste.

## Chronologie

### 1700
- Anton Wilhelm Amo (c.1703–c.1759), philosophe
- Jacobus Capitein (1717–1747), ministre et écrivain sur l'esclavage
- Quobna Ottobah Cugoano (1757?–1801?), esclave libéré et autobiographe

### 1800
- Carl Christian Reindorf (1834–1917), pasteur et historien
- John Mensah Sarbah (1864–1910), écrivain
- J. E. Casely-Hayford (1866–1930), homme politique et romancier
- Adelaide Smith Casely-Hayford (1868–1960), nouvelliste et éducatrice
- Ferdinand Kwasi Fiawoo (1891–1969), dramaturge
- Kobina Sekyi (1892–1956), homme politique et écrivain
- J. B. Danquah (1895–1965), universitaire, juriste et homme politique

### 1900
- Andrews Pardon Adu Martinson (1900–), nouvelliste
- Gladys May Casely-Hayford (1901–1950), poétesse
- Michael Dei-Anang (1909–1977), poète, dramaturge et romancier
- Kwame Nkrumah (1909–1972), homme politique et théoricien politique

### 1910
- Mabel Dove Danquah (1910–1984), nouvelliste et journaliste
- Israel Kafu Hoh (1912–), dramaturge et poète
- Amankwa Andrew Opoku (1912–), poète, nouvelliste et éducateur
- Raphael Armattoe (1913–1953), poète
- T. Q. Armar (1915–2000), éditeur et écrivain
- John Benibengor Blay (1915–), romancier, dramaturge et poète

### 1920
- Joseph Wilfred Abruquah (1921–), romancier
- J. H. Kwabena Nketia (1921–), ethnomusicologue
- Albert William Kayper-Mensah (1923–), poète
- Joe de Graft (1924–1978), dramaturge et poète
- Efua Theodora Sutherland (1924–1996), dramaturge, poétesse, écrivaine pour la jeunesse
- Ellis Ayitey Komey (1927–), poète et nouvelliste
- Francis Selormey (1927–1988), romancier
- Kwesi Brew (1928–), poète et diplomate
- Amu Djoleto (1929–), romancier, poète et éducateur

### 1930
- Bediako Asare (1930–), journaliste et écrivain
- Joseph Godson Amamoo (1931–), journaliste et écrivain
- Kofi Batsa (1931–), homme politique et écrivain
- Kwasi Wiredu (1931–), philosophe
- Asare Konadu (1932–1994), romancier
- Kojo Gyinaye Kyei (1932–), poète
- Frank Kobina Parkes (1932–2005), poète
- Kofi Awoonor (1935–2013), poète, romancier et critique
- Manu Herbstein (1936–), romancier
- Bill Okyere Marshall (1936–), dramaturge et romancier
- Cameron Duodu (1937–), journaliste, romancier et poète
- Ayi Kwei Armah (1939–), romancier, essayiste, poète

### 1940
- Ama Ata Aidoo (1940–), dramaturge, poétesse, écrivaine de fiction et critique
- (John) Atukwei Okai (1941–2018), poète
- Ato Sekyi-Otu (1941-), homme politique et philosophe
- Martin Owusu (1943–), dramaturge
- Mohammed Ben-Abdallah (1944–), dramaturge
- Margaret Busby (1944-), éditrice et dramaturge
- John Atta Mills (1944–2012), homme politique et juriste universitaire
- Meshack Asare (1945–), écrivain pour la jeunesse
- Akwasi Bretuo Assensoh (1946–), journaliste et historien
- B. Kojo Laing (1946–2017), romancier et poète
- Asiedu Yirenkyi (1946–), dramaturge
- Kofi Anyidoho (1947–), poète et universitaire
- Kofi Quaye (1947-), journaliste, romancier
- Jojo Cobbinah (1948–), écrivain
- Naana Banyiwa Horne (1949–), poète, professeur et analyste littéraire

### 1950
- Henry Ofori (1950 ?–2013), journaliste
- Akwasi Aidoo (1950–), poète
- Kofi Aidoo (1950–), nouvelliste
- Yaw M. Boateng (1950–), romancier et dramaturge
- Kobena Eyi Acquah (1952–), poète
- William Boyd (1952–), romancier
- Yaw Asare (1953–2002), dramaturge
- Abena Busia (1953–), poétesse et universitaire
- Rita Akoto Coker (1953–), romancier
- Anthony Appiah (1954–), philosophe, romancier
- Yaba Badoe (1955–), romancière et réalisatrice
- Amma Darko (1956–), romancière
- Lawrence Darmani (1956–), romancier, poète, dramaturge
- John Dramani Mahama (1958–), homme politique et mémorialiste
- Gamal Nkrumah (1959–), journaliste et éditeur

### 1960
- Kwei Quartey (1960 ?), médecin et écrivain
- Eastwood Anaba (1961–), ministre du culte, écrivain
- Ato Quayson (1961– ), universitaire et critique littéraire et
- Kwame Dawes (1962–), poète, critique
- Daniel Appiah-Adjei (1963–), dramaturge, poète, romancier
- Dag Heward-Mills (1963-), théologien
- Gus Casely-Hayford (1964-), historien de la culture
- Lesley Lokko (1964-), romancière et architecte
- Nana Achampong (1964–) romancier, poète et universitaire
- Akosua Busia (1966–), actrice, romancière et scénariste
- Jot Agyeman (1967-), journaliste
- Meri Nana-Ama Danquah (1967–), éditrice, journaliste, mémorialiste
- Mary Asabea Ashun (1968–), romancier

### 1970
- Nana Prah (1970 ?), écrivain, romancière
- Nat Tanoh (1970 ?), romancier, The Day of the Orphan (2018)
- Elizabeth-Irene Baitie (1970–), écrivaine de fiction pour jeunes adultes
- Mohammed Naseehu Ali (1971–), nouvelliste et documentariste
- Komla Dumor (1972–2014), écrivain
- Kofi Akpabli (1973–), journaliste, éditeur, et auteur de récits de voyages
- Osei Bonsu Dickson (1973–), auteur juridique
- Nii Ayikwei Parkes (1974–), poète, romancier
- Nana Awere Damoah (1975–), poète et essayiste
- Shirley Frimpong-Manso (1977–), réalisatrice et scénariste
- Boakyewaa Glover (1979-), écrivaine
- Taiye Selasi (1979-), romancière

### 1980
- Nana Oforiatta Ayim (1980 ?), romancier et historien de l'art
- Isaac Ayertey (1980 ?), auteur panafricaniste
- Kwadwo Agyapong Antwi (1980 ?), écrivain
- Koffi Amlado (1980 ?), romancier
- Nana Brew-Hammond (1980 ?), journaliste, poétesse, dramaturge et scénariste
- Empi Baryeh (1980 ?), romancière
- Nana Fredua-Agyeman Jnr. (1980 ?), écrivain, poète et juriste
- Ben Hinson (1980 ?), romancier, poète, dramaturge, réalisateur, acteur et scénariste, Eteka : Rise of the Imamba
- Tawiah M'carthy (1980 ?), dramaturge
- Nana Oforiatta Ayim (1980 ?), historien de l'art, réalisateur
- Portia Dery (1980 ?), écrivaine
- Dayan Kodua (1980-), actrice, écrivaine.
- Scofray Nana Yaw Yeboah (1980-), journaliste
- Afua Hirsch (1981–), journaliste
- Ayesha Harruna Attah (1983-), romancière
- Kwabena Brakopowers, (1986-), romancier, essayiste, journaliste
- J.K.Knowlife (Adjei Kwesi Boateng) (1989–), romancier, poète et réalisateur
- Yaa Gyasi (1989- ), romancière

### 1990
- Sylvanus Bedzrah (1990 ?), romancier
- Portia Arthur (1990–), écrivain et reporter